# L-Lactate déshydrogénase (cytochrome)
La L-lactate déshydrogénase à cytochrome, ou cytochrome b2,,, est une oxydoréductase qui catalyse la réaction :
L-lactate + 2 ferricytochrome c  {\displaystyle \rightleftharpoons }  pyruvate + 2 ferrocytochrome c + 2 H+.
Cette enzyme est distincte de la lactate déshydrogénase à NAD+ (EC 1.1.1.27).